# 대전신계초등학교
대전신계초등학교는 대한민국 대전광역시 서구에 있는 공립 초등학교이다.

## 학교 연혁
- 2004.11.1. 대전신계초등학교 설립 인가
- 2005.9.1. 12학급 개교
- 2007.3.1. ~2009.2.28. 교육과학기술부 영어 정책연구학교 운영(2년간)
- 2008.3.20. 김도연 교육과학기술부장관 내교
- 2011.9. 아름길, 다운길 표지석 제작
- 2011.12. 옥잠화 화단 조성
- 2011.12.31. 서부교육장 내교 소나무 기념 식수
- 2010.3.1. ~2012.2.28. 시교육청 건강증진 정책연구학교 운영(2년간)
- 2012.3.1. ~2015.2.28. 교육부 창의경영학교(건강증진모델) 운영(3년간)
- 2013.10.31. 학교폭력예방 및 생활지도 우수학교 선정
- 2013.12.31. 학교체육활성화 교육부장관 학교 기관 표창
- 2014.3.1. 제5대 김근중 교장선생님 부임
- 2015.3.1. 45학급 인가(특수학급 1 포함)

## 참고 자료
- 대전신계초등학교 - 한국교육학술정보원 학교알리미